# Romuald Kreń
Romuald Stanisław Kreń (ur. 1 czerwca 1949) – polski samorządowiec i przedsiębiorca, nauczyciel akademicki, w latach 1992–1994 wójt gminy Łagów, w latach 2012–2014 członek zarządu województwa lubuskiego IV kadencji.

## Życiorys
Absolwent prawa na Uniwersytecie im. Adama Mickiewicza w Poznaniu oraz podyplomowo zarządzania i marketingu na Akademii Ekonomicznej w Poznaniu. Był asystentem na macierzystym wydziale oraz na Wydziale Turystyki i Rekreacji AWF w Poznaniu, wykładał także prawo bankowe w Ośrodku Szkolenia Kadr Bankowych w Łebie. Przez 15 lat prowadził firmę doradczą zajmującą się ochroną praw autorskich i prawem patentowym. Później kierował biurem powiatowym Agencji Restrukturyzacji i Modernizacji Rolnictwa w Słubicach, a od 2011 Lubuskim Funduszem Poręczeń Kredytowych.
W latach 1990–1992 był radnym i szefem komisji rewizyjnej rady gminy Łagów, następnie do 1994 jej wójtem. W 2006 ubiegał się o fotel wójta Łagowa, zajmując 6. miejsce na 7 kandydatów. W 2007 wstąpił do Platformy Obywatelskiej, został członkiem rady regionu i rady krajowej ugrupowania. Bez powodzenia kandydował do sejmiku lubuskiego w 2010. 5 stycznia 2012 powołany na członka zarządu województwa lubuskiego, odpowiedzialnego za kwestie ochrony zdrowia, współpracę zagraniczną i społeczeństwo informacyjne (zastąpił Tomasza Gierczaka). Zakończył pełnienie funkcji wraz z całym zarządem 1 grudnia 2014. W tym samym roku nie kandydował w wyborach. W 2018 ponownie starał się o stanowisko wójta, uzyskując ostatnie, trzecie miejsce.